# New Goshen (Indiana)
New Goshen es un lugar designado por el censo ubicado en el condado de Vigo en el estado estadounidense de Indiana. En el Censo de 2010 tenía una población de 390 habitantes y una densidad poblacional de 45,14 personas por km².

## Geografía
New Goshen se encuentra ubicado en las coordenadas 39°35′8″N 87°28′28″O / 39.58556, -87.47444. Según la Oficina del Censo de los Estados Unidos, New Goshen tiene una superficie total de 8.64 km², de la cual 8.57 km² corresponden a tierra firme y (0.78%) 0.07 km² es agua.

## Demografía
Según el censo de 2010, había 390 personas residiendo en New Goshen. La densidad de población era de 45,14 hab./km². De los 390 habitantes, New Goshen estaba compuesto por el 98.46% blancos, el 0% eran afroamericanos, el 0% eran amerindios, el 0% eran asiáticos, el 0.51% eran isleños del Pacífico, el 0% eran de otras razas y el 1.03% pertenecían a dos o más razas. Del total de la población el 0% eran hispanos o latinos de cualquier raza.